# La Ramajería
La Ramajería es una subcomarca de la Tierra de Vitigudino, en la comarca de Vitigudino, provincia de Salamanca, comunidad autónoma de Castilla y León, España. Sus límites no se corresponden con una división administrativa, sino con una demarcación etnográfica y agraria.

## Etimología
Ramajero es el vocablo utilizado para denominar al ganado vacuno de esta zona salmantina porque en las épocas de falta de pastos se alimenta a base de ramaje o ramón. Según Llorente Maldonado, de ahí viene el término ramajero, que por extensión, ha pasado a significar habitante de esta comarca, y por tanto, La Ramajería es la tierra de los ramajeros. El nombre es comparable en lo semántico a los frecuentes «Ramajal» (Mayalde), «El Ramajal» (Trabanca) o «La Ramajera» (La Peña). Según Riesco Chueca, la referencia dominante no es al uso de las ramas para leña, sino al aprovechamiento de la hoja como alimento del ganado. La especie aludida es el conocido como melojo o rebollo (Quercus pyrenaica), percibido ante todo como productor de ramón, recurso muy usado antes y todavía ahora como forraje para el ganado.

## Geografía

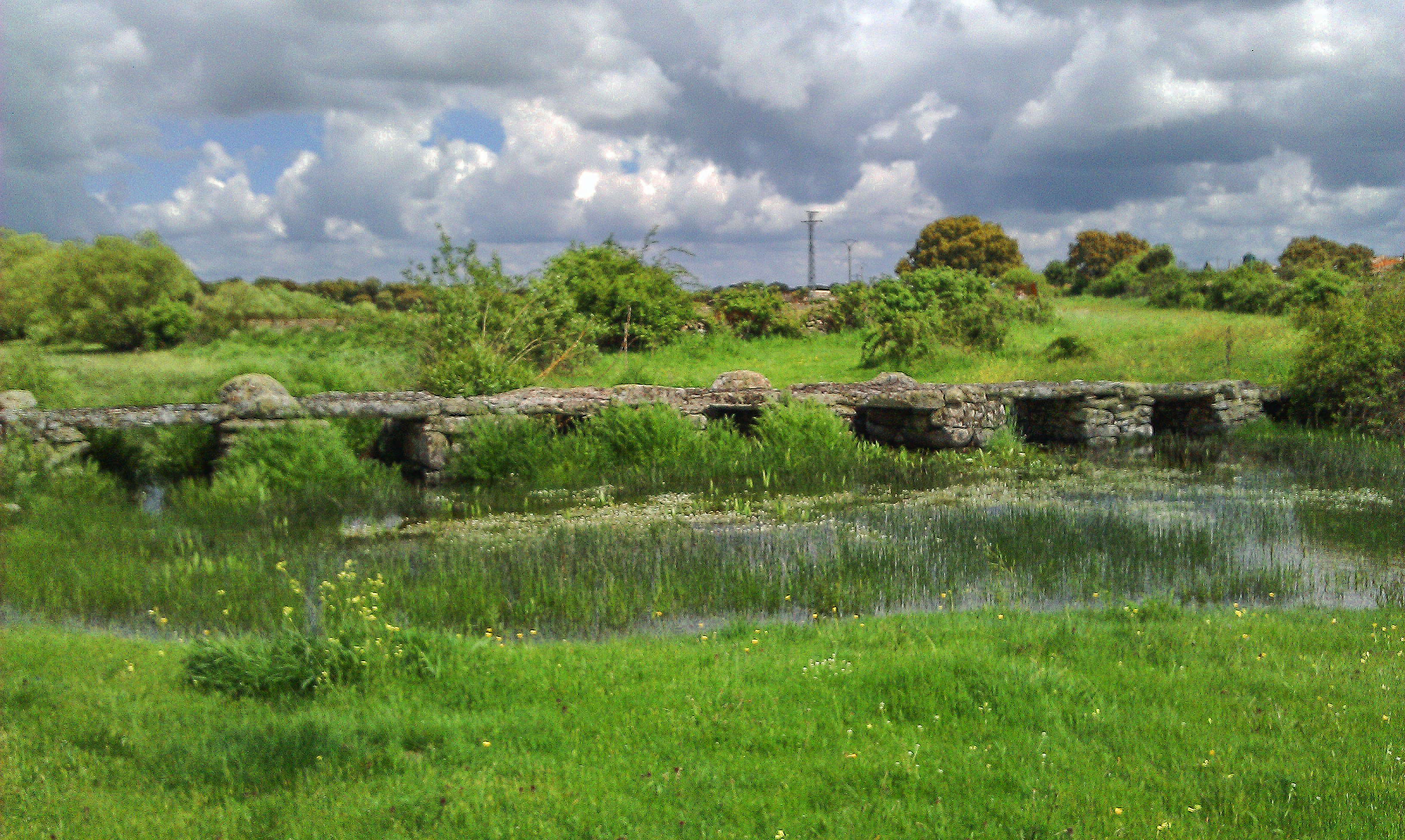
Una puente sobre una rivera en Puertas, elementos característicos del paisaje de la comarca

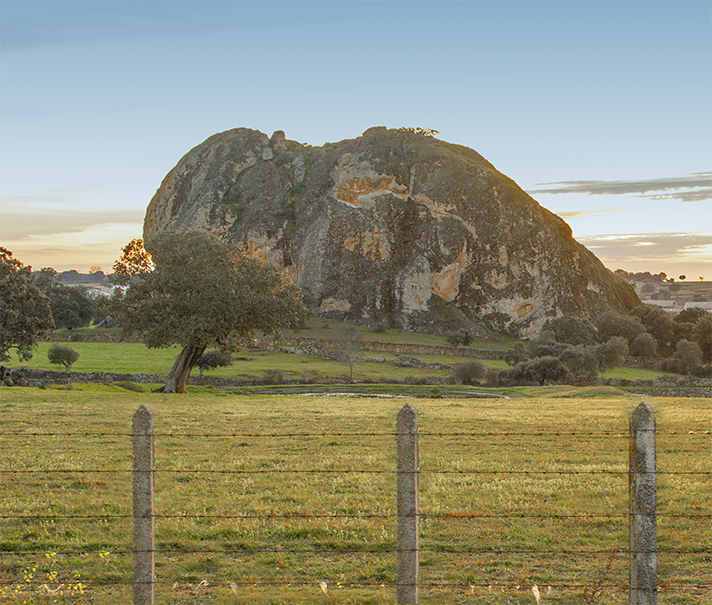
La Peña de La Peña, monumento natural de la comarca

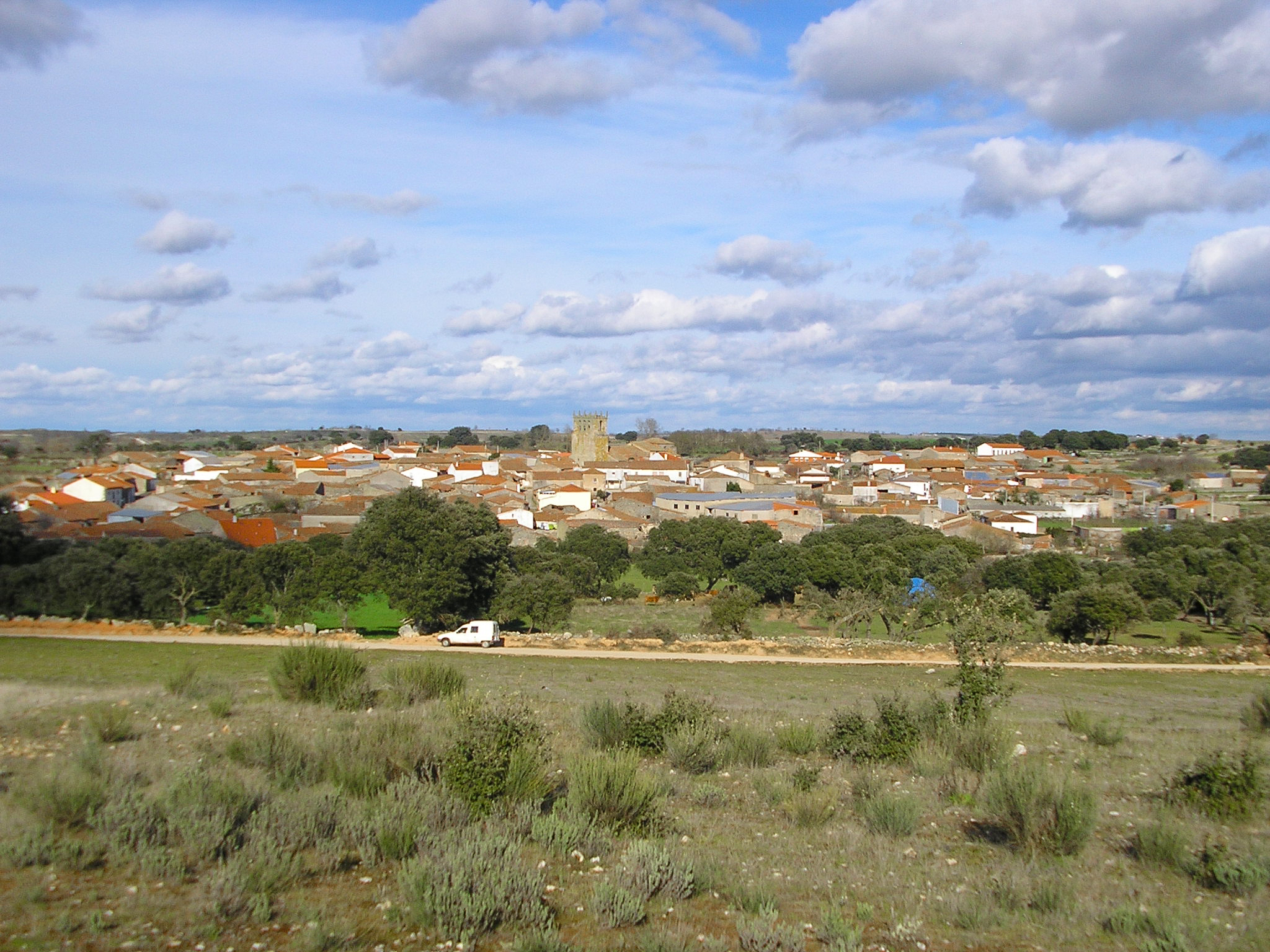
Guadramiro y su paisaje

La Ramajería está situada en el noroeste de la provincia de Salamanca y ocupa una superficie de 741,28 km².
Su paisaje y el de la Tierra de Vitigudino en general, es muy similar al de otras comarcas cercanas como las de Ledesma o Sayago, aunque el ramajero cuenta quizás con una dimensión mucho más rural. Sus campos los forman numerosos prados abundantes de vegetación, antiguamente muy explotados por la agricultura y la ganadería, que se conocen como cortinas y se separan unos de otros por característicos muretes de piedra. Hoy la agricultura es escasa, no así la ganadería, que todavía puede verse con cierta asiduidad pues no requiere tanta dedicación.
En prácticamente todas las localidades ramajeras se cuentan historias sobre la existencia de antiguas aldeas hoy desaparecidas y es que la población leonesa que se estableció en la comarca tras la reconquista lo hizo siguiendo el modelo repoblador gallego, es decir, levantando muchas aldeas de pequeña dimensión y muy próximas entre sí. Estos factores hicieron inviables a muchas de ellas y sólo sobrevivieron las más grandes, que absorbieron la población de las pequeñas. A pesar de esto, la disposición gallega de los núcleos de población ramajeros es todavía muy visible pues la comarca se compone de muchos municipios de pequeña extensión, compuestos por una, dos o incluso tres localidades poco pobladas.

### Demarcación
Comprende 23 municipios: Ahigal de Villarino, Almendra, Barceo, Barruecopardo, Brincones, Cabeza del Caballo, Cerezal de Peñahorcada, El Manzano, El Milano, Encinasola de los Comendadores, Guadramiro, Iruelos, La Peña, La Vídola, La Zarza de Pumareda, Puertas, Saldeana, Sanchón de la Ribera, Trabanca, Valderrodrigo, Valsalabroso, Villar de Samaniego y Villasbuenas. Las localidades de Cabeza de Framontanos y La Zarza de Don Beltrán son también ramajeras, aunque hoy en día son anejas del término municipal de Villarino de los Aires, que pertenece a la comarca de La Ribera (Las Arribes). El libro de Antonio Llorente Maldonado, estudioso de la zona, contiene una errata y es que dice que Barruecopardo y Saldeana, en el límite oeste, no pertenecen a La Ramajería, pero sí a la Tierra de Vitigudino. La Ramajería es una subcomarca de la Tierra de Vitigudino por lo que estas localidades, que no pertenecen ni a La Ribera (Las Arribes) ni a El Abadengo, también son ramajeras.
La delimitación noreste de la comarca nunca ha sido muy clara. En varias publicaciones, algunas se indican en la comarca de Ledesma y a veces incluso como ramajeras y ledesminas a la misma vez. La Ramajería es más una comarca etnográfica y no tanto geográfica o histórica.
Limita con La Ribera al norte y al oeste, con la Tierra de Ledesma al este, con El Abadengo al sur y con el resto de la Tierra de Vitigudino al sur.
| Noroeste: La Ribera   | Norte: La Ribera                        | Nordeste: Sayago (Zamora)     |
| Oeste: La Ribera      |                                         | Este: Tierra de Ledesma       |
| Suroeste: El Abadengo | Sur: El Abadengo y Tierra de Vitigudino | Sureste: Tierra de Vitigudino |

### Hidrografía
Por todo el territorio discurren numerosos ríos estacionales, conocidos como riveras y regatos, sobre los que se levantan característicos puentes y molinos. Los ríos más importantes son el Huebra y el Tormes, que delimitan la comarca por el sur y el norte respectivamente, pero quizás el más destacado es el río de las Uces, vertebrador de la hidrografía ramajera, que ya en la comarca de La Ribera (Las Arribes) da lugar al conocido como Pozo de los Humos, imponente cascada del parque natural de Arribes del Duero, que atrae a numerosos turistas y curiosos.

## Demografía
| Gráfica de evolución demográfica de La Ramajería entre 1900 y 2022                                                                                            |
| |
| Población de derecho (1900-1991) o población residente (2001, 2010) según los censos de población del INE Población según el padrón municipal de 2022 del INE |

Demográficamente esta zona ha conocido una de las mayores catástrofes de la provincia. Esta comarca posee una de las densidades de población más bajas de la provincia, con una densidad de población es menor a 5 hab./km². Aunque siempre ha sido una comarca poco poblada, ya que siempre ha tenido pequeños municipios de entre 200 y 400 habitantes, desde mediados de siglo ha ido perdiendo población sin parar, sobre todo debido a unas fortísimas migraciones de carácter económico, que han reducido a un tercio el número de sus habitantes, 3055 en 2018. Junto a esto existe el problema del envejecimiento. Esta comarca sólo vio aumentar su población en las últimas décadas durante la construcción del embalse de Almendra, en los años 60, en la que llegaron a vivir muchos trabajadores de la misma. Desde entonces el desplome demográfico ha sido incesante.

## Cultura

### Arquitectura
La arquitectura popular es una de las señas de identidad de la comarca. Su grado de conservación es relativamente alto debido a que la emigración de la población rural hacia las ciudades fue mayor en los pueblos con menor desarrollo económico y densidad de población, características asociadas a localizaciones aisladas de las principales vías de comunicación de la provincia.
Con el paso de los años, la población que emigró a las ciudades vuelve ahora para pasar el verano o los años de jubilación. Esto provoca que muchas de esas personas, con mucho mayor poder adquisitivo que antaño, quieran remodelar o rehacer más cómodas sus casas del pueblo. Estos trabajos y reformas son frecuentemente encargadas a empresas que no respetan las líneas estéticas propias de los conjuntos arquitectónicos de la zona o que simplemente realizan obras funcionales de ladrillo u hormigón sin ningún tipo de conocimiento ni respeto por la historia, la tradición y la cultura arraigadas desde siglos en estas tierras, lo que hace que se vaya perdiendo un valioso patrimonio etnográfico y con él, todas sus posibilidades de atracción turística.

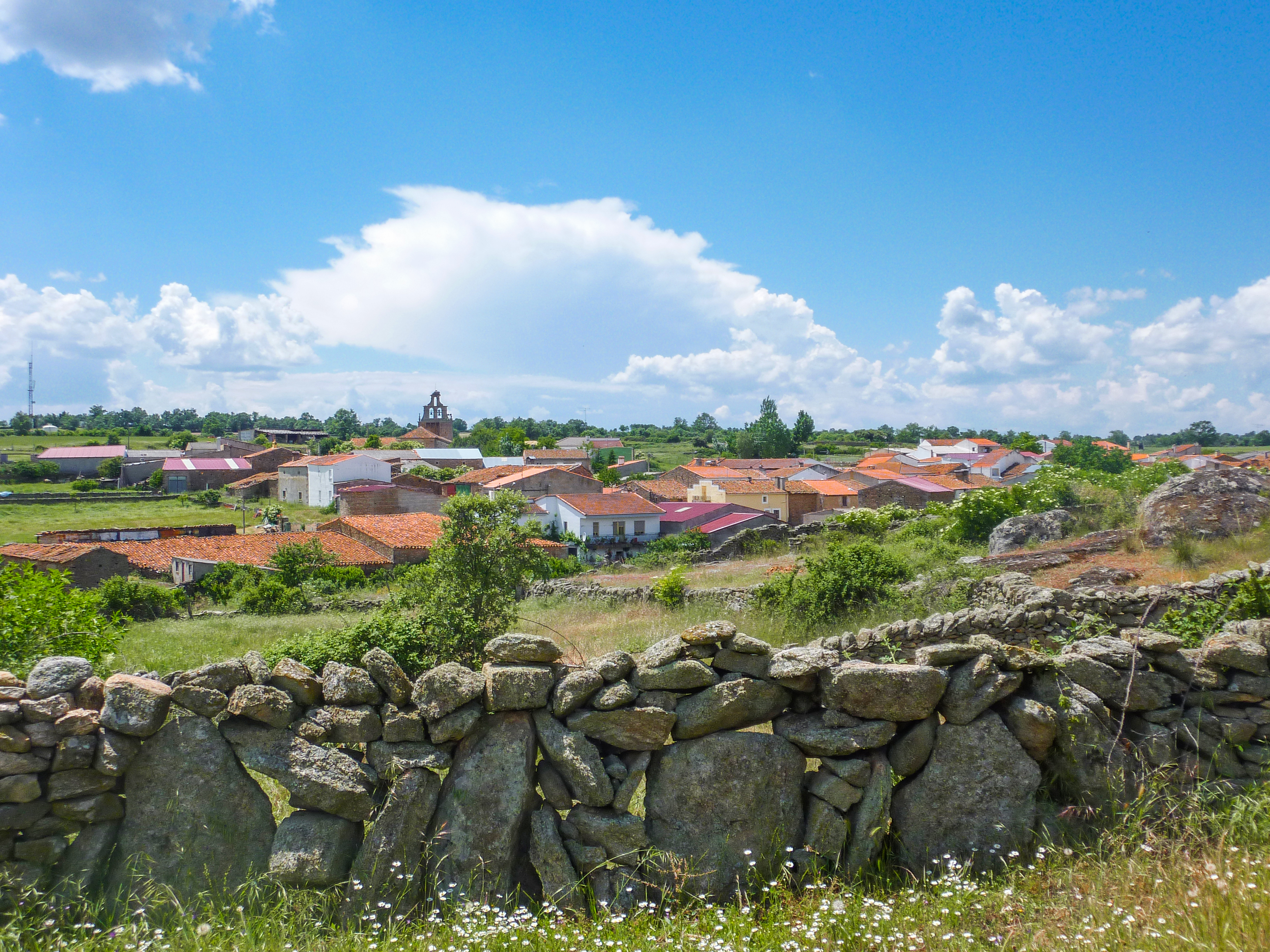
Vista panorámica de La Vídola. En primer plano una pared con piedras de granito, tradicional en la zona, usada para la división de cortinas

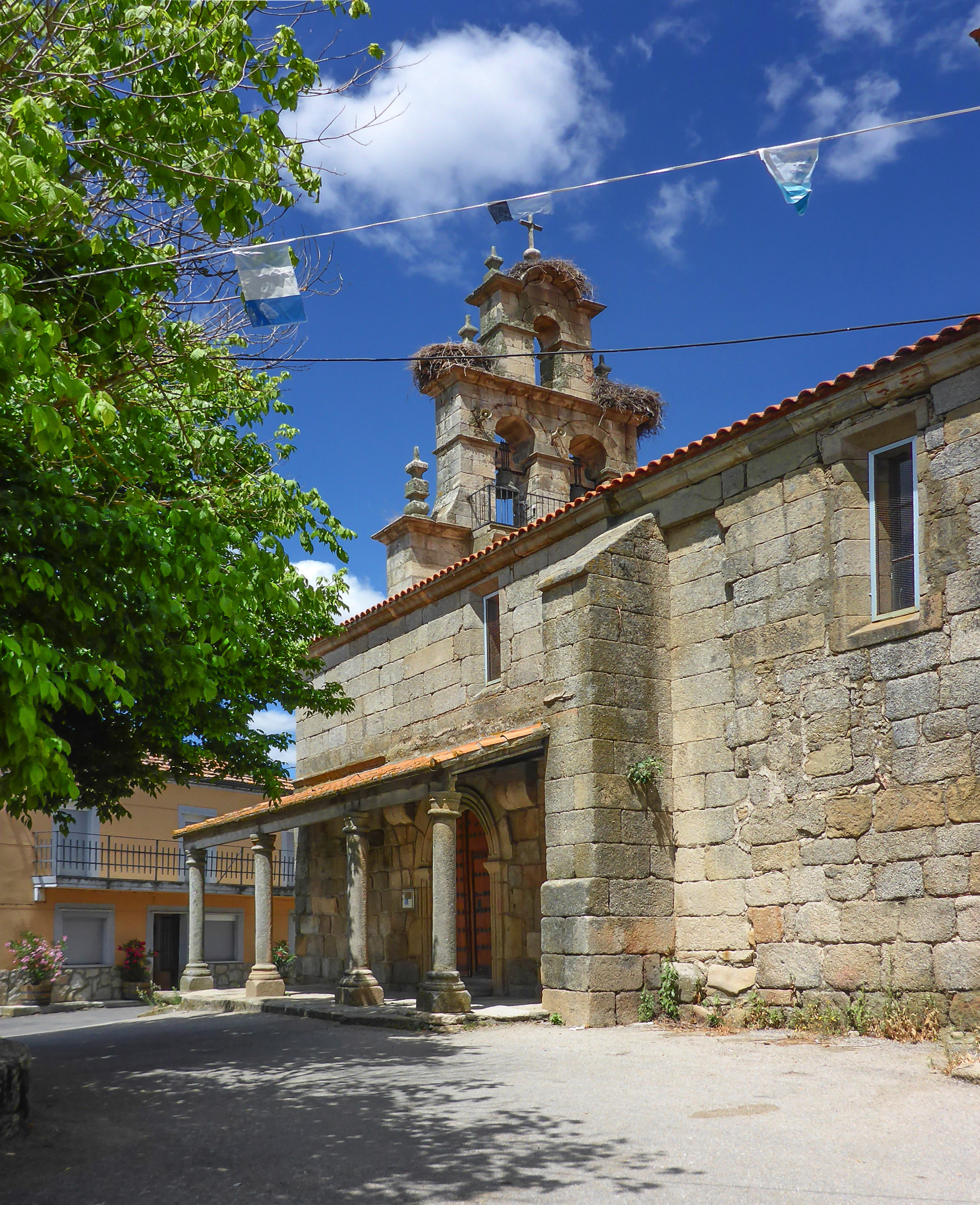
Iglesia parroquial de Cabeza del Caballo, con fisonomía similar a casi todas las de la comarca

Los núcleos de población suelen organizarse en torno a una calle principal desde la que parten una serie calles secundarias que suelen acabar en la puerta de alguna casa o corral, por ello son abundantes los callejones y callejas muchas veces sin salida o que interconectan calles cercanas separadas entre sí por una o varias casas.
La mampostería de piedra granítica es una característica común en la arquitectura local, no sólo en las paredes exteriores de las casas sino también en las cercas o muretes utilizados para la organización del territorio pues los prados se dividen en fincas, que la población local denomina cortinas.
La casa tradicional se presenta en varios tipos. La más habitual es la conformada por la vivienda y una o dos casas auxiliares aledañas, denominados «pajares» o «cocinas», para el cobijo de animales o el almacenaje de distintos enseres, aunque estos «pajares» también pueden situarse en otros lugares más distantes dentro del pueblo. Otra ejemplo de casa es la que posee un corral delantero al que se accede por una imponente puerta techada, reservada para los habitantes más pudientes y que se suele situar más en el exterior del núcleo urbano.
Puede presentar uno o dos pisos, las más sencillas se componen de uno, aunque en ellas casi siempre se habilitaba una especie de segundo piso con menor altura denominado «sobrao» o «doble», que tenía funciones de desván y de «pajar». En él que se guardaban enseres domésticos y agrícolas como el heno, en sus paredes se disponían maderos paralelos denominados «marrones» en los que se insertaban clavos para luego sujetar los embutidos que se hubieran de curar.
La fachada se compone de dos o tres ventanas enrejadas para dar claridad a las estancia principal y habitaciones de la vivienda. También el «sobrao» contaba con un pequeño ventanuco.
La forma de la planta suele ser cuadrada, cerrada con un tejado de cubiertas inclinadas hacia dos vertientes, es decir, con dos faldones. Antiguamente formado por vigas de madera que no se ven desde fuera y que se cubrían por entarimado formado por ramas de roble junto con escobas, elementos que se utilizaban como aislantes para el frío y el agua y que se denominaban «lata». Encima de esto, se colocan las tradicionales tejas de bóveda de cañón o teja árabe, que hace bastantes años sustituyeron a los techados vegetales formados por escobas y piornos.
Por dentro, un amplio recibidor nos da la bienvenida, en él el primer elemento que llama la atención es la escalera de acceso al «sobrao» y a su alrededor se disponen las puertas que dan acceso a las distintas estancias, que se suelen distribuir de forma aleatoria y se separaban unas de otras por muros de ladrillos de adobe, que se revocaban mediante barro y cal.
La cocina era uno de los espacios más frecuentados de la casa por no decir el que más. En ella destacaba imponentemente una gran chimenea. Antiguamente de las conocidas como «españolas», que luego se sustituyeron por las conocidas como «francesas», empotradas en la pared, con dos muros verticales que la sujetan. Debajo se ella se disponía una gran lámina de chapa. También en la cocina se colocaban los maderos con clavos, conocidos como «marrones» en los que se colgaba el embutido para que se curase. Uno de los muebles que no faltaban era el conocido como «escaño» que se adosaba junto a la chimenea. Otro era la mesa de grandes dimensiones que ocupa en el espacio central del lugar y que cuenta un brasero para dar calor en el invierno. Junto a la cocina solía existir la despensa, un habitáculo anexo de pequeñas dimensiones en el que se guardaban los alimentos.
Las demás habitaciones de la casa se componían de dormitorios, eran espacios apartados y semicerrados dentro de la propia habitación donde se disponían las camas, antiguamente compuestas por un cabecero de hierro y un «catre» o base de madera en la que se situaba un jergón lleno de lana o paja. Frecuentemente se colocaba una cortina para disponer de mayor privacidad.

### Habla

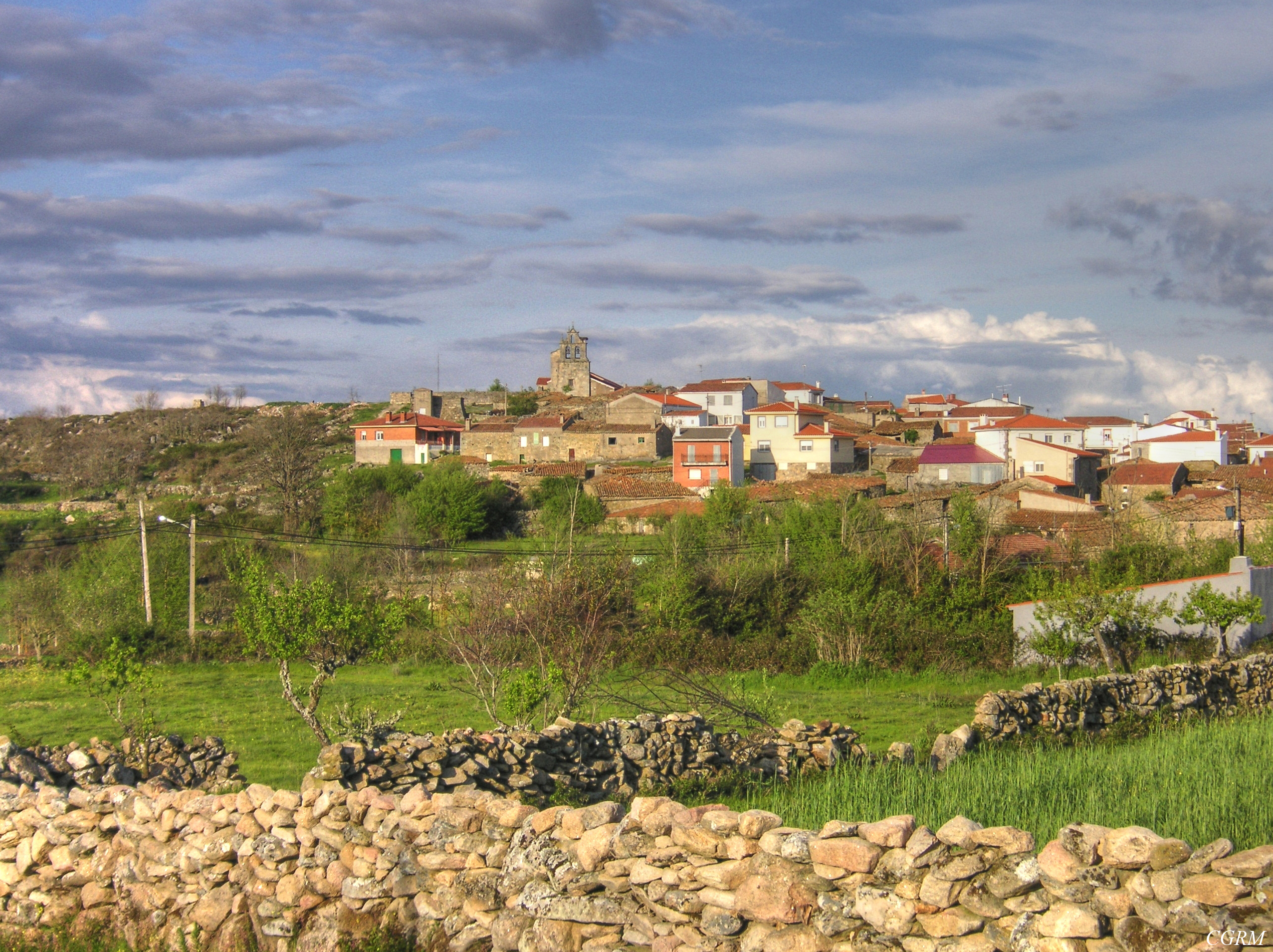
Cabeza de Framontanos

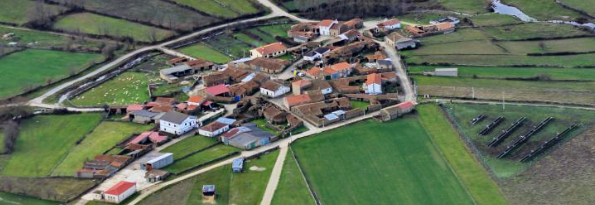
Vista aérea de Barceo

En toda esta zona se habla castellano, pero existe una profunda y arraigada influencia del idioma leonés puesto que fue reconquistada y repoblada por los reyes leoneses en la Edad Media, heredando el idioma de éstos, en mayor o menor grado, hasta el siglo XX. En donde durante más tiempo se conservó fue en la vecina comarca ribereña, tal vez por su carácter aislado a la vez que autosuficiente, al estar localizada en la hendidura del Duero. Hoy todavía quedan algunas palabras, giros y expresiones del leonés en el habla cotidiana de la población de cierta edad.
Todavía es relativamente común escuchar «candar» en lugar de «cerrar», «rapaz» en lugar de «muchacho», «habemos» en lugar de «hemos», «mercar» en lugar de «comprar», «nun» en lugar de «en un», «las mis pitas» en lugar de «mis gallinas», «fuistis» en lugar de «fuisteis», «enanchar» en lugar de «ensanchar», «diendo» en lugar de «yendo», «por me de» en lugar de «por culpa de», «di(z) que» en lugar de «dice que», «pae(z) que» en lugar de «parece que» o «por cima» en lugar de «por encima», entre otras palabras y expresiones.
La cultura asturleonesa se evidencia también en la toponimia local. Durante la reconquista en el Reino de León era común fundar poblaciones bajo el topónimo de árboles, plantas o frutos (El Manzano, Almendra, etc). Entre todos los ejemplos existentes los que mejor parecen constatar la historia podrían ser Ahigal de Villarino, cuyo nombre evolucionó de «la figal», que significa «la higuera», Cerezal de Peñahorcada, bautizado «zrezal», que significa «cerezo», o La Zarza de Pumareda, en el que «pumareda» significa «campo de manzanos».
Existen así mismo muchos vocablos propios con respecto a actividades agropecuarias como «abarañar» (juntar hileras de paja o forraje para formar una más grande y facilitar su recogida), «apajar» (dar de comer paja mezclada con pienso al ganado vacuno), «cencío» (estado de prados y pastos sin aprovechar en todo su esplendor primaveral) o «vareado» (toro semental, escaso de carnes, como consecuencia de una larga temporada de cubrición).

## Historia

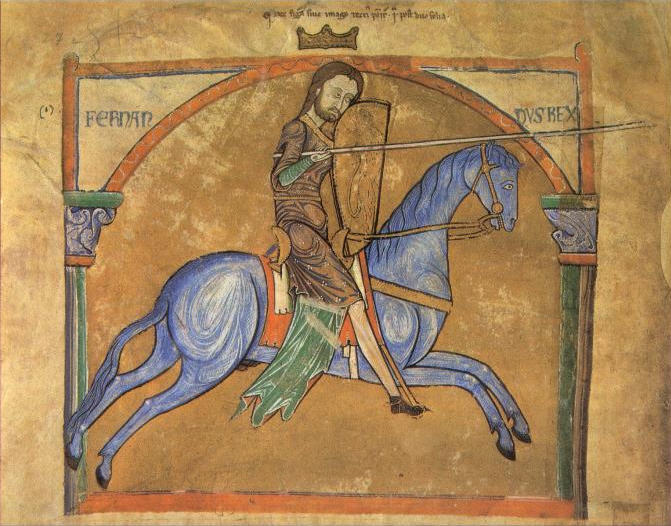
Fernando II de León acometió la principal repoblación de La Ramajería

El poblamiento humano en La Ramajería se remonta a la prehistoria, época de la que data el dolmen de La Mata Baja en Valsalabroso. Así mismo lo verifica el Castro de El Castillo en Saldeana, que da fe del dominio vetón en la zona. La posterior instalación del Imperio romano en la península ibérica está aquí atestiguada por las inscripciones y estelas funerarias encontradas en municipios como Guadramiro, Barruecopardo o Las Uces, siendo más comunes en el arco de pueblos ramajeros más cercanos al río Huebra.
La época clave para el actual sistema de poblamiento de la comarca se da en la Alta Edad Media, cuando los reyes del Reino de León emprenden la conquista y repoblación de la zona. Así, en una primera fase bajo el reinado de Ramiro II de León son repobladas algunas localidades entre las que se encuentra Guadramiro, del que toma su nombre. La segunda y principal repoblación viene de la mano del rey Fernando II de León, en el siglo XII, que crea además el señorío de Barruecopardo en 1177. 
Bajo el reinado de Alfonso IX de León, varias localidades ramajeras pasan a formar parte de la Orden de Santiago, quedando encuadradas desde 1195 en la diócesis de León de Santiago, que comprendía los territorios leoneses de la Orden. Con su disolución dichas localidades pasan a formar parte de la diócesis de Ciudad Rodrigo, hecho del que se deriva que actualmente en La Ramajería haya unos pueblos pertenecientes a esta y otros a la de Salamanca, aunque puedan estar más o menos cerca de una u otra ciudad. 
La división territorial de España de 1833 con la que se crean las provincias, establece la comarca en la provincia de Salamanca, dentro de la Región Leonesa, pasando a conformar en 1844 el partido judicial de Vitigudino. En 1983, con la transición a la democracia, la provincia se integra en la comunidad autónoma birregional de Castilla y León.